# Publi Umbrè
Publi Umbrè (Publius Umbrenus) fou un dels secretaris de Catilina.
Anteriorment havia fet negocis a la Gàl·lia com a prestador (negociator). Lèntul li va encarregar convèncer els ambaixadors al·lòbroges de participar en la conspiració (63 aC).